# Ciliata mustela
A Ciliata mustela a csontos halak (Osteichthyes) főosztályának a sugarasúszójú halak (Actinopterygii) osztályába, ezen belül a tőkehalalakúak (Gadiformes) rendjébe és a Lotidae családjába tartozó faj.
A Ciliata halnem típusfaja.

## Előfordulása
A Ciliata mustela elterjedési területe az Atlanti-óceán északkeleti része, Lisszabontól Finnmark megyéig, a Brit-szigetek körül, a Skagerrak és Kattegat vizeiben, valamint Izland partjainál.

## Megjelenése
A hím általában 17 centiméter, a nőstény 20 centiméter hosszú. Mindkét nem akár 25 centiméteresre is megnőhet. Feje, testéhez viszonyítva kicsi. Háti része sötétbarna, oldalai vörösesek vagy feketések, és világos szürkésbarna csíkozás látható rajtuk. Az alsó ajkán egy, a pofáján pedig négy tapogatószál van.

## Életmódja
A Ciliata mustela mérsékelt övi, tengeri, fenéklakó hal, amely 17-22 méteres mélységekben él. Nem távolodik el a partoktól és a zöldalga mezőktől. A kavicsos, iszapos, homokos és törmelékes tengerfenéket kedveli. Tápláléka főleg rákok, de algák, soksertéjűek, csigák és néha kisebb halak is. A 8-24 Celsius-fokos hőmérsékletben érzi jól magát.
Legfeljebb 3 évig él.

## Felhasználása
Ennek a halnak van halászati értéke.